# Jesús Tejeda
Jesús Tejeda – kubański zapaśnik w stylu klasycznym. Triumfator Igrzysk Ameryki Środkowej i Karaibów w 1982 i igrzysk panamerykańskich w 1983 roku.